# جغرافيا ميانمار
جغرافيا بورما هي جغرافيا تتعلق جمهورية اتحاد ميانمار المعروفة أيضا باسم بورما، تقع بورما في موقع استراتيجي قرب خطوط الشحن الرئيسية في المحيط الهندي، تبلغ مساحة بورما 678500 كم2، مساحة اليابسة فيها 657740 كم2 أما المسطحات المائية فتبلغ 20760 كم2.

## المناخ
الرياح الموسمية الاستوائية تهب على المناطق المنخفضة دون الألفي متر، والمناخ غائم ماطر حار ورطب في فصل الصيف (الرياح الموسمية جنوب غرب من يونيو إلى سبتمبر)، وأقل من غائم وقليل الأمطار، ومعتدل الحرارة ومنخفض الرطوبة خلال فصل الشتاء (الرياح الموسمية شمال شرق من ديسمبر إلى أبريل)، يختلف المناخ في المرتفعات اعتمادا على الارتفاع والمناخ شبه استوائي ومعتدل في جميع أنحاء المناطق التي ترتقع 2500 متر، والمعتدلة على ارتفاع 3000 متر، وبارد على ارتفاع 3500 متر، في المرتفعات تتعرض القمم لتساقط الثلوج الغزيرة وسوء الأحوال الجوية.

## التضاريس
يتكون سطح بورما بشكل عام من أرض منخفضة وسط البلاد، تحيط بها مرتفعات شديدة الوعورة، تنخفض أدنى نقطة في بورما إلى مستوى سطح الأرض على ساحل بحر أدمان، بينما أعلى نقطة هي قمة جبل هكاكابو رازي حيث ترتفع إلى 5881 متر فوق سطح البحر.

## الأخطار الطبيعية
تتعرض بورما للزلازل والأعاصير المدمرة، والفيضانات والانجرافات الأرضية والتي تعد مألوفة في موسم الأمطار (بين يونيو إلى سبتمبر)، كما وتتعرض بورما إلى مواسم دورية من الجفاف، وتعاني بورما من مشاكل بيئية عديدة أهمها ازالة الغابات والتلوث الصناعي للهواء والتربة والمياة.